# 셀소 보르헤스
셀소 보르헤스 모라(스페인어: Celso Borges Mora, 스페인어 발음: [ˈselso ˈβorxes]; 1988년 5월 27일 ~ )는 코스타리카의 국가대표 축구 선수로, 포지션은 중앙 미드필더이다. 2022년 현재 코스타리카 프리메라 디비시온의 알라후엘렌세에서 뛰고 있다.

## 선수 생활

### 유소년기
셀소 보르헤스는 브라질에서 태어나 코스타리카에서 성장한 전 축구 선수 알레샨드리 기마랑이스의 아들로 태어났다. 보르헤스는 코스타리카의 수도 산호세가 고향이며, 이 곳의 고등학교에서 축구에 대해 배우기 시작하였다.

### 프로 생활

#### 사프리사
18세가 되던 해, 셀소 보르헤스는 코스타리카 프리메라 디비시온의 데포르티보 사프리사에 입단하였으며, 2006년 1월 15일 공식 데뷔전을 가졌다. 셀소 보르헤스는 사프리사에서 4시즌 동안 활약하였으며, 다섯 개의 타이틀을 획득하였다.

#### 프레드릭스타드 FK
2009년 1월 18일 노르웨이 티펠리겐 소속 프레드릭스타드 FK의 스포팅 디렉터 토르 크리스티안 카를센은, 7월 1일 셀소 보르헤스가 사프리사와 계약이 만료되는 시점에 프레드릭스타드로 합류하는 계약을 성공시켰다. 프레드릭스타드는 다시 사프리사와 협상하여, 1백만 크로네를 지불하고 시즌 시작 전에 보르헤스를 영입하는 데 성공하였다. 처음으로 유럽 무대에 진출하게 된 셀소 보르헤스는, 4월 14일 노르웨이 디펜딩챔피언 스타베크 포트발을 상대로 노르웨이 무대 데뷔전을 가졌다.

#### AIK
티펠리겐 2011 시즌 종료 이후, 자유 계약 대상자로 방출된 셀소 보르헤스는 스웨덴의 알스벤스칸 소속 AIK에 입단하였다. 등번호 10번을 배정받은 셀소 보르헤스는 4월 1일 미엘뷔 AIF와의 경기에서 스웨덴 무대 데뷔전을 가졌다. 바로 다음 경기인 칼마르 FF와의 경기에서 스트라이커로 출전하여 스웨덴 무대에서의 첫 골을 기록하였다. 여름 이후 셀소 보르헤스는 다시 중앙 미드필더로 활용되었으나, 시즌 종료 이후에도 셀소 보르헤스는 팀내 최다 득점자를 유지하고 있었다.

#### 데포르티보 라코루냐
2015년 1월 14일 스페인 라리가 데포르티보 라코루냐와 2년 계약을 맺고 이적하였다. 1월 30일 라요 바예카노와의 경기에서 데뷔전을 치렀으며, 데뷔전에서 2골을 기록하기도 하였다.

### 국가대표 생활
셀소 보르헤스는 페루에서 개최된 2005년 FIFA U-17 세계 축구 선수권 대회에 참가하여, 처음으로 코스타리카 대표로서 활약하였다. 이후 캐나다에서 개최된 2007년 FIFA U-20 월드컵에도 출전하였다.
2008년 6월 FIFA 월드컵 북아메리카 지역 2차 예선 그레나다와의 경기에 출전하며, 첫 A매치 출장 기록을 세웠다. 같은 해 9월 수리남을 상대로 A 대표팀에서의 첫 골을 기록하기도 하였다. 2014년 FIFA 월드컵에 코스타리카 월드컵 대표 선수단으로 발탁되었다. 그리스와 펼쳐진 16강전에서 승부차기 첫번째 키커로 나서기도 하였다.

## 같이 보기
- A매치 100경기 이상 출전한 축구 선수 명단